# Roderich Fick
Roderich Fick (16 de noviembre de 1886 - 13 de julio de 1955) fue un arquitecto alemán de los más relevantes durante el régimen nazi en Alemania.
Fick aprendió con Theodor Fischer, llegó a ser profesor en la Universidad Técnica de Múnich en 1935; diseñó la residencia en Múnich de Rudolf Hess en 1936; se unió al Partido Nacionalsocialista Obrero Alemán en 1937, y con ello se aseguró varios proyectos nazis en Ordensburg Sonthofen, el complejo de Adolf Hitler, como los acuartelamientos de las SS. Fick también recibió el encargo de rediseñar Linz, en el que sería relevado por Hermann Giesler.  
Después de la guerra, Fick fue oficialmente clasificado "como una persona pasivamente cómplice de los crímenes nazis, participó en la reconstrucción de Linz, y se retiró de la arquitectura en Baviera.  